# Шулишов, Фёдор Иванович
Фёдор Иванович Шулишов — советский деятель внутренней безопасности, депутат Верховного Совета СССР.

## Биография
Родился в 1902 году; место рождения — Пятигорск. Национальность — русский.
Член ВКП(б) c 09.1920.
Чернорабочий, батрак, рядовой РККА, инструктор Ростовского горкома—райкома РКП(б), секретарь президиума Ростовского горисполкома, председатель Северо-Кавказского краевого бюро пролетстуда.
В органах ВЧК−ОГПУ−НКВД с 1933.
Оперуполномоченный, помощник начальника отделения, начальник отделения, врид начальника, начальник УНКВД, начальник УКГБ Краснодарского края, начальник отделения, заместитель начальника особых отделов нескольких армий в Великой Отечественной войне, заместитель начальника УКГБ Свердловской области, начальник УКГБ, начальник МГБ Камчатской области, помощник министра ГБ Удмуртской АССР.
Депутат Верховного Совета СССР 1 созыва от Краснодарского края (избран в 1941 году).
Участвовал в выселении карачаевцев, калмыков, чеченцев и ингушей.
Умер в Ижевске в 1967 году.

## Звания
- младший лейтенант государственной безопасности (08.12.1935)
- лейтенант государственной безопасности (05.11.1937)
- капитан государственной безопасности (28.12.1938)
- майор государственной безопасности (30.04.1939)
- полковник государственной безопасности (20.09.1943)
- подполковник государственной безопасности (08.03.1944)